# Ilex mexicana
Ilex mexicana là một loài thực vật có hoa trong họ Aquifoliaceae. Loài này được (Turcz.) Black ex Hemsl. mô tả khoa học đầu tiên năm 1879.